# Scorched Tanks
A Scorched Tanks harckocsi tüzérségi stratégiai játék, mely 1994-ben jelent meg Amigára. A játék kifejlesztését az MS-DOS-on népszerű Scorched Earth inspirálta.

## Játékmenet
A Scorched Tanks című játékban kettő vagy négy tank kétdimenziós oldalnézetben, véletlenszerűen generált domborzati viszonyokkal rendelkező terepen küzd egymással, körönként kapva lehetőséget a tüzelésre. Az ágyúcső szöge és a lövedék sebessége tetszőlegesen állítható. Emberi és gépi ellenfél ellen is lehet játszani.
Mintegy 70 fegyver és 13-fajta pajzs alkotja a repertoárt az egyszerűtől a furfangosig. A játék elején lehetőség van fegyverek (pl. Mega Nuke) és pajzsok (pl. Magnetic shield) széles választékából válogatni, a rendelkezésre álló pénzügyi keret terhére. A pénz az ellenfeleknek okozott sérülések, illetve a megnyert játszmák nyomán növekszik. A cél az ellenfelek tankjainak a megsemmisítése. A pályák tekintetében állítható a gravitáció, a szélerősség és a tereptípus. A gravitáció és a szélerősség módosítja a lövedék röppályáját.

## Fejlesztés
Michael P. Welch a Scorched Tanks videójátékot 1993 folyamán, 18-évesen írta, majd aktívan fejlesztette a kollégiumi évei alatt 1995-ig. Saját bevallása szerint egy barátja PC-jén látta a a Scorched Earth videójátékot, majd mindösszesen fél órát játszott vele. Ez volt az első játék, melynek nem találta megfelelőjét Amigán és úgy érezte, valamit tenni kell. Egy hónap munka után mutatta meg amigás barátainak az első demó változatot, akik biztatták a befejezésére.
A szoftver AMOS Professional programnyelven készült. A játék V1.85 verzióját maga a szerző töltötte fel 1995. április 13-án az Aminet szoftvergyűjteményébe, így az közkinccsé (Public Domain) vált. A program legutolsó változata a V1.90, mely azonban nem szabad terjesztésű. 10 új fegyvert, több, mint 5 környi játékot, új 64-színű képernyőmódokat, némi grafikai "rancfelvarrást" nyújt regisztrált felhasználóinak.

## Fogadtatás
| Összegzőoldal | Értékelés |
| ------------- | --------- |
| Lemon Score   | 8,07      |

| Szerző              | Értékelés    |
| ------------------- | ------------ |
| Amiga Power         | [ 12 ]       |
| Dazeland            | 6/10         |
| Amiga Addict        | 86%          |
| Amiga Magazine (NL) | nem értékelt |

Az Amiga Power egykorú rövid ismertetőjében hiányolja, hogy az eredetihez képest szebben kidolgozott tankokon kívül alig ad hozzá valamit a DOS-os játék játékélményéhez.
A Dazeland weboldal - 2013 januári ismertetőjében - úgy látja, hogy "az effajta játék statikus jellege nem mindenki számára vonzó, a tank mozgása korlátozott és a játékmenet általános tempója lassú (csakúgy, mint az animációké)."
Az Amiga Addict 2022-ben megjelent ismertetőjében úgy fogalmaz: "összességében ez egy élvezetes parti játék".

## Hatása
Mike Welch, a Scorched Tanks szerzője kifejlesztette a Pocket Tanks nevű játékot Windowsra és OS X-re, mely az általa alapított BlitWise Productions gondozásában jelent meg 2001-ben. A játék több egyszerűsítést is tartalmaz (pl. csak egy az egy elleni játékot implementál), de nagyban hasonlít elődjéhez. Ezt a változatot később portolták Androidra, iOS-re is. A szerző folyamatosan kapja a kéréseket, hogy portolja a Pocket Tanks játékot Amigára.
A Bukaresti Műszaki Egyetem (UPB) Automatizálási és Számítástechnikai kara (3DUPB) által szervezett 2022. évi Nyári Egyetemen Tanktions néven körökre osztott tank stratégiai játékot alkottak meg, melyet a Scorched Tanks inspirált.